# Lithacoceras
Lithacoceras es un género extinto de cefalópodos amonitas incluido en la superfamilia Perisphinctoidea. Estos carnívoros nectónicos de rápido movimiento vivieron durante el período Jurásico, desde la época Oxfordiense hasta la época Titoniense.

## Distribución
Se han encontrado fósiles de especies de este género en los sedimentos jurásicos de la Antártida, Argentina, Canadá, Cuba, Francia, Alemania, Madagascar, Somalia, España, Estados Unidos y Yemen.